# 133 v. Chr.
Portal Geschichte | Portal Biografien | Aktuelle Ereignisse | Jahreskalender | Tagesartikel

◄ |
3. Jahrhundert v. Chr. |
2. Jahrhundert v. Chr. |
1. Jahrhundert v. Chr. |
►

◄ | 150er v. Chr. | 140er v. Chr. | 130er v. Chr. | 120er v. Chr. |
110er v. Chr. |
►

◄◄ | ◄ | 136 v. Chr. | 135 v. Chr. | 134 v. Chr. | 133 v. Chr. |
132 v. Chr. |
131 v. Chr. |
130 v. Chr. |
► |
►►
Staatsoberhäupter

## Ereignisse
- Der Reformer Publius Mucius Scaevola wird Konsul der Römischen Republik.
- Tiberius Sempronius Gracchus wird zum römischen Volkstribun gewählt. Er legt aufgrund sozialer Probleme in Rom eine Agrarreform vor, die den Senatoren Land nehmen soll. Kern der Reform ist die Lex Sempronia agraria.
- Rom wird die erste Stadt mit einer Million Einwohnern.
- Attalos III. vermacht das Pergamenische Reich den Römern.

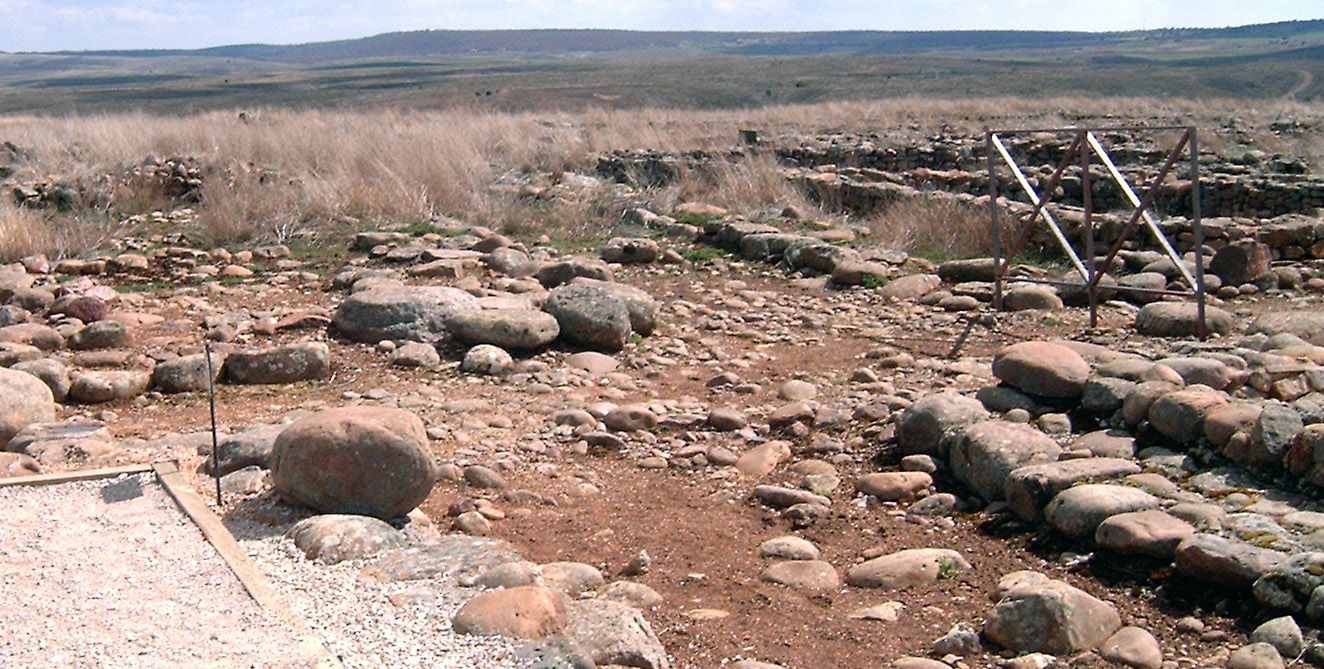
Ruinen von Numantia

- Die Vernichtung der Stadt Numantia nach einjähriger Belagerung durch die Römer bedeutet den endgültigen Sieg über die Keltiberer im Spanischen Krieg. Damit haben die Römer ganz Spanien mit Ausnahme des Nordens unter ihrer Kontrolle.
- Nachdem er mehrere Verfassungsbrüche begangen hat, um seine Reformen umzusetzen, werden Tiberius Sempronius Gracchus und mehrere seiner Anhänger von einer wütenden Volksmenge erschlagen, die ihm vorwirft, nach der Königskrone zu trachten, und seine Leiche in den Tiber geworfen.

- um 133 v. Chr.: Das Königreich von Osrhoene wird gegründet.

## Gestorben
- Attalos III., König von Pergamon (* 171 v. Chr.)
- Tiberius Sempronius Gracchus, römischer Politiker (* 162 v. Chr.)